# Club Deportivo Ciudad de Lucena
El Club Deportivo Ciudad de Lucena  es un club de fútbol español de Lucena, en la provincia de Córdoba, España. Los colores del club son de celeste y blanco. El Ciudad de Lucena juega sus partidos como local en el Estadio Ciudad de Lucena de Lucena y compite en Tercera RFEF.

## Historia
En el verano de 2008, cinco jóvenes lucentinos, José Burgos Sánchez, Fernando Burgos Sánchez, Jesús Calzado Pérez, Francisco Villa Cantero y José Andrés Guillaume Romero comenzaron a trabajar en la fundación de un equipo de fútbol cuyo objetivo principal era que los jóvenes futbolistas sigan creciendo en la localidad. Así, de la unión de varios futbolistas del C.D. Erisana y otros del Lucena C.F. B, equipo procedente del desaparecido Lucena C.F., se consiguió el compromiso de un número suficiente de futbolistas para la creación del club.
La primera directiva del club estuvo compuesta por:
Presidente: José Andrés Guillaume Romero
Vicepresidente: Fernando Burgos Rodríguez
Secretario: Francisco de Asís Villa Cantero
Tesorero: Pedro Antonio Muñoz García
Vocal: Juan de la Cruz Guerrero Ruiz.
Así, de la unión de varios futbolistas del C.D. Erisana y otros del Lucena C.F. B, equipo procedente del desaparecido Lucena C.F., se consiguió el compromiso de un número suficiente de futbolistas para la creación del club.
El 7 de agosto de 2008 se solicitó el reconocimiento como club deportivo y su inscripción en el deporte de competición. De dicha reunión salió la junta directiva que hará que el proyecto salga adelante. El 18 de septiembre quedó inscrito en el registro. El escudo fue creado por Fernando Burgos y José Guillaume, y los colores corresponden a los de la bandera de la ciudad.
El 28 de septiembre disputó su primer partido oficial en Primera Provincial frente al San Sebastián, con Antonio Budia dirigiendo desde el banquillo, en la ciudad deportiva y con victoria local por 5-1. Esa misma temporada tuvo lugar un hecho insólito, ya que en la misma categoría coincidieron los dos equipos locales: C.D. Ciudad de Lucena y el Lucena C.F. B.
El año terminó con el equipo en tercera posición y a un solo punto de puestos de ascenso. Esto hizo que la Federación tuvo al equipo como primera opción en caso de plaza vacante, como así ocurrió, y se logró el ascenso administrativo a Regional Preferente.
El 13 de septiembre de 2009 se disputaba el primer partido oficial en Regional Preferente frente al Apedem Montilla. Empataron a uno en la localidad vecina de la mano del tándem formado por Rafael Alcalá y José María Lávela, quienes dirigieron al equipo durante dos campañas.
Para la segunda de ellas, la necesidad de tener equipo de inferior categoría, hace a la directiva plantearse la posibilidad de llegar a un acuerdo de afiliación con uno de los dos equipos locales, Lucena C.F. y Gorditos C.F. El Lucena C.F. B no salió en competición y los Gorditos C.F. carecía de equipo juvenil, lo que inclinó la balanza finalmente hacia el primero. Tras el acuerdo deportivo se produjo la entrada de juveniles en el plantel durante el curso.
Para la temporada 2011-2012 el acuerdo se amplía de manera que el Lucena C.F. toma totalmente la parcela deportiva y se produce un relevo en el banquillo. Su nuevo ocupante, José Guerrero, no tuvo fortuna y fue destituido. Fue ocupado entonces por Luis Carlos hasta final de temporada. El equipo se salvó del descenso de categoría en la penúltima jornada tras empatar a uno frente al Villa del Río en el Estadio Ciudad de Lucena
Para la temporada 2012-2013, llega al banquillo el prieguense Salvador Serrano, que con trabajo, esfuerzo y humildad dirigió la plantilla a conseguir el 21 de abril el ascenso matemático de categoría. En esa fecha se impuso por 5-0 al Castro del Río. Se culminaba así el campeonato liguero una semana después al vencer 2-3 a la UD Sur.
En la temporada 2016-2017, el conjunto lucentino se estrena en la nueva División de Honor Andaluza, logrando la cuarta posición y obteniendo finalmente el ascenso a Tercera División. En la siguiente temporada, el equipo mantiene la categoría tras finalizar la temporada en la mitad de la tabla (10º) para mejorar dicha posición con un noveno puesto la siguiente.
En la temporada 2019/20 tras quedar 2º clasificado consiguió plaza en los playoffs de ascenso a Segunda División B, pasando de ronda en la semifinal empatando 1-1 contra el Xerez Deportivo, y perdiendo 4-1 en la final frente al filial del Real Betis
En la temporada 2020/21 logra clasificarse para la Copa del Rey enfrentándose en primera ronda contra el Sevilla FC. En esa misma temporada volvió a jugar el play-off de ascenso a 2º RFEF, en el que cayó eliminado en las semifinales ante la AD Ceuta.

## Palmarés

### Trofeos amistosos
- |Trofeo Ciudad del Torcal (Antequera)]]: (1) 2019